# Polyeuktoskirche

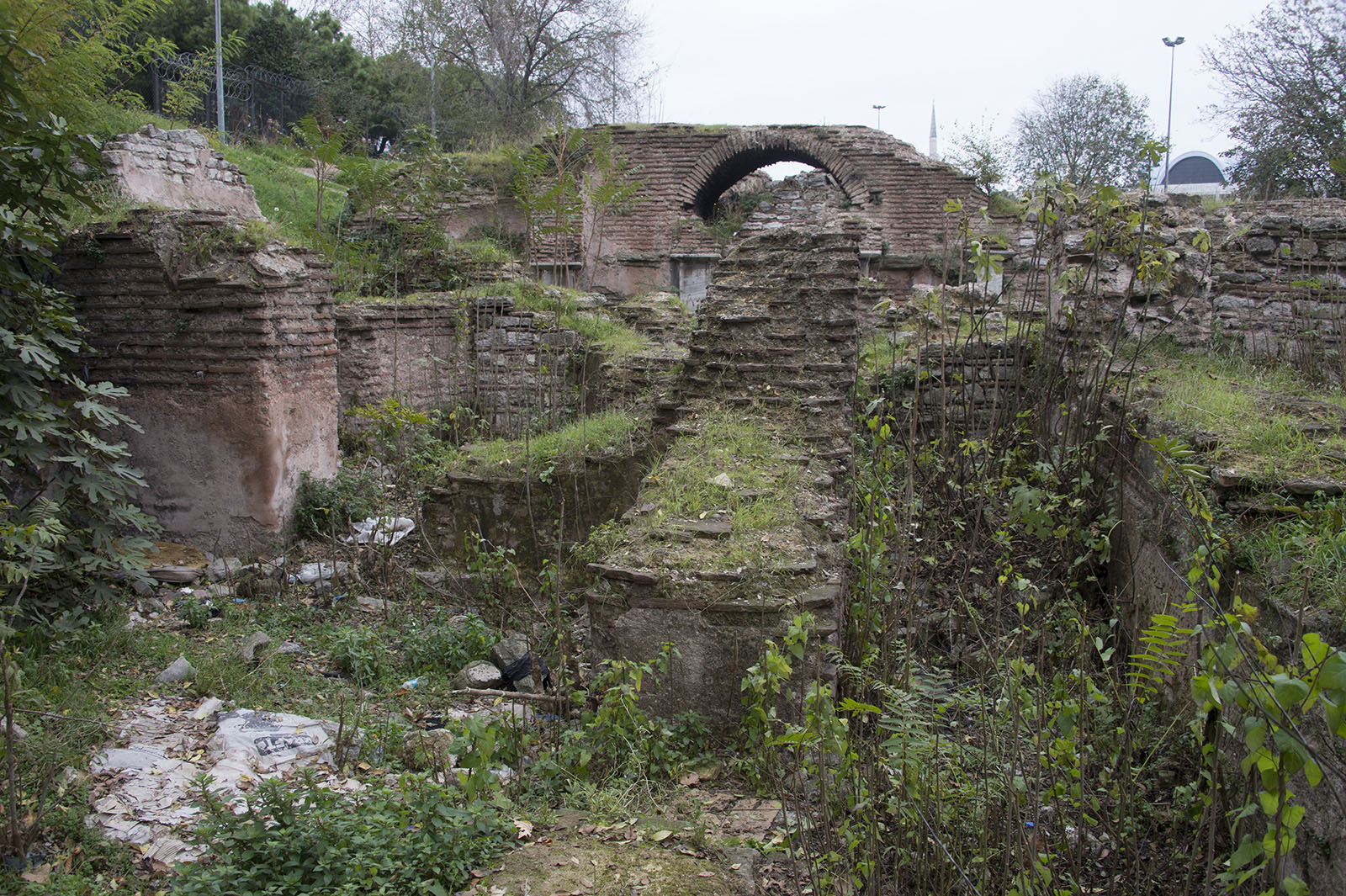
Bauliche Überreste der Polyeuktoskirche im heutigen Stadtbild von Istanbul

Die Polyeuktoskirche war eine spätantike Basilika in Konstantinopel, die im 6. Jahrhundert von der Aristokration Anicia Iuliana gestiftet wurde. Heute sind lediglich die Substruktionen und einige wenige Architekturfragmente erhalten. Die zwei Stifterinschriften, die einst den Bau schmückten, sind allerdings vollständig in einer mittelalterlichen Handschrift überliefert.

## Forschungsgeschichte

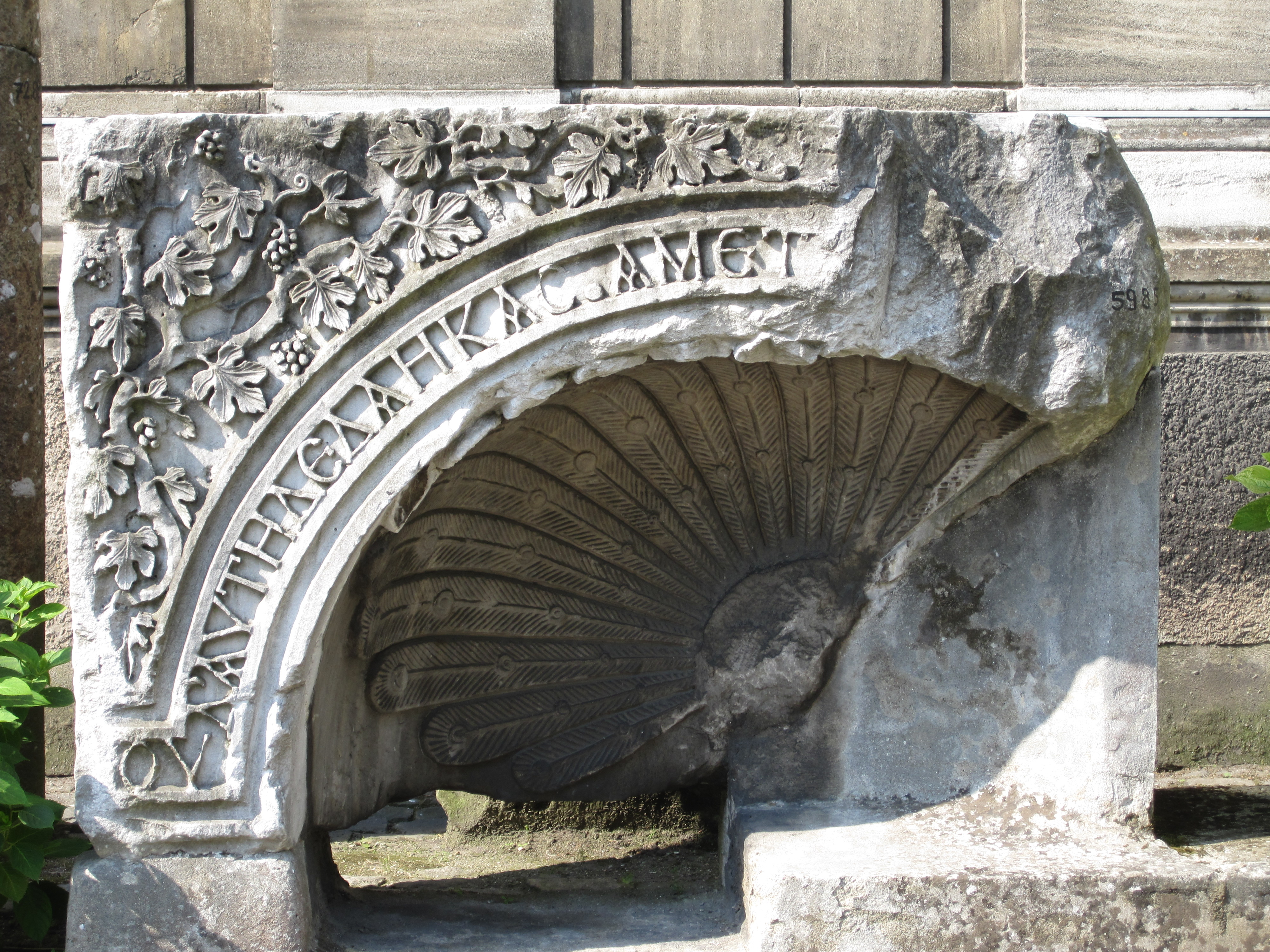
Teil einer Nische mit Inschrift und Weinranken, heute im Archäologischen Museum Istanbul

Nach ihrer Zerstörung im 11. und 12. Jahrhundert geriet die Polyeuktoskirche vollständig in Vergessenheit. Einen ersten Schritt zur Wiederentdeckung des Bauwerkes bedeutete es, als Claudius Salmasius 1606 in der Heidelberger Bibliotheca Palatina die Anthologia Palatina, eine Sammlung antiker Epigramme, entdeckte, in der auch die beiden Stifterepigramme der Polyeuktoskirche enthalten war. Architektonische Überreste der Polyeuktoskirche wurden jedoch erst im Frühjahr 1960 bei Bauarbeiten im Istanbuler Stadtteil Saraçhane entdeckt und in den Jahren 1964 bis 1969 durch Martin Harrison archäologisch erforscht. Da einige der dort gefundenen Bauteile Textpassagen als Inschrift trugen, die in der Anthologia Palatina als Teil des Stifterepigramms der Polyeuktoskirche enthalten sind, ließ sich eindeutig feststellen, dass es sich bei den gefundenen Strukturen um diese Kirche handelte.
Die wissenschaftliche Publikation der Ausgrabungen erschien in zwei Bänden 1986 und 1992.

## Architektur

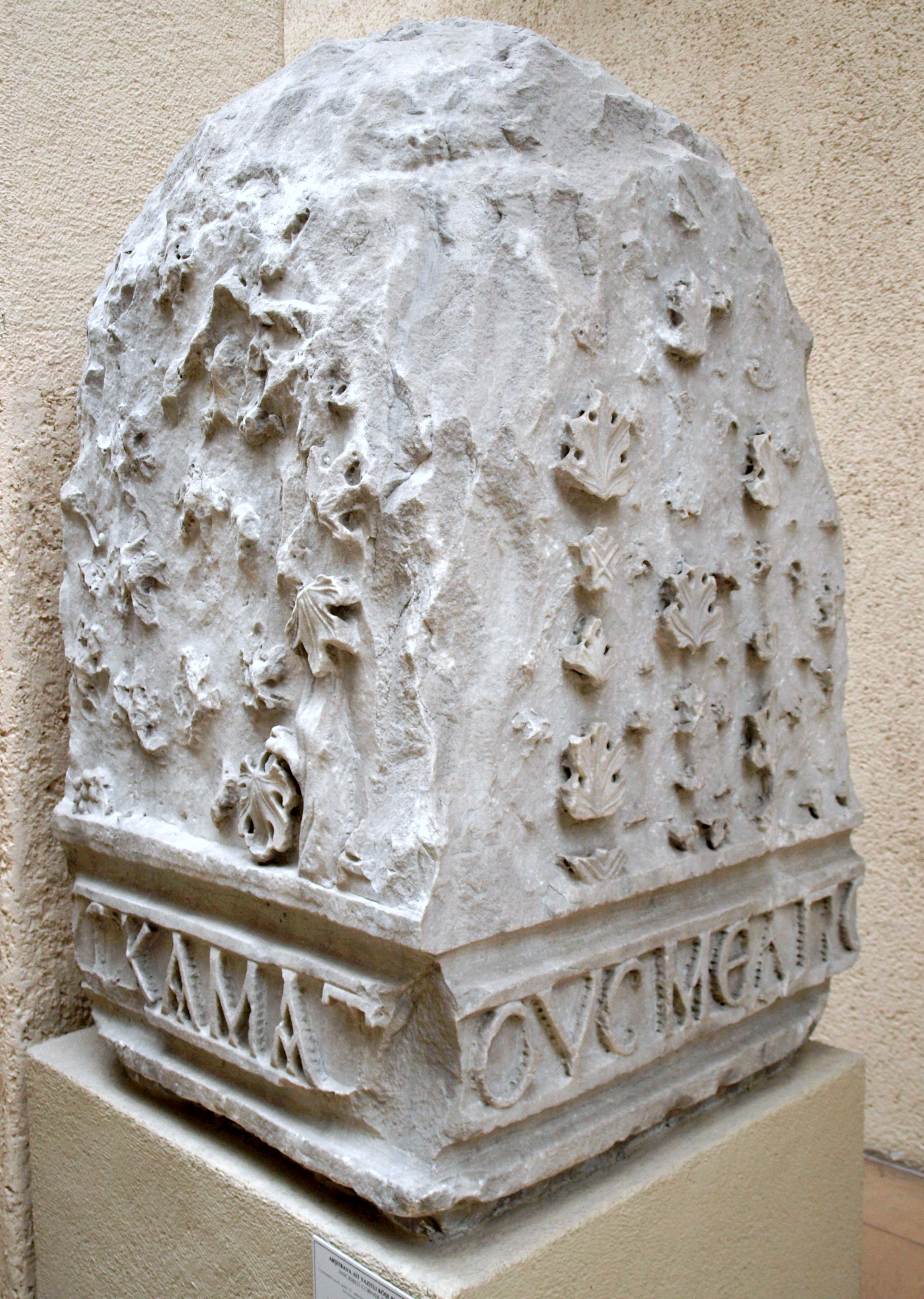
Eckblock der Kirche mit Inschrift und Weinranken, heute im Archäologischen Museum Istanbul

Die Ausgrabungen ergaben einen Monumentalbau über quadratischem Grundriss mit einer Seitenlänge von 52 Metern ohne den westlich vorgelagerten Narthex. Die massiven Grundmauern trugen eine von Seitenschiffen und Emporen begleitete Basilika mit Exedren. Der Zugang in die Kirche erfolgte durch eine Hofanlage im Westen, die im Norden einen kleineren weiteren Bau (wohl ein Baptisterium oder ein Parekklesion) beinhaltete.
Die Stifterinschrift, die in der Anthologia Palatina als ein geschlossener Text aus 76 Hexameterzeilen überliefert ist, bildete in Wirklichkeit ursprünglich zwei Epigramme. Das erste war in der Eingangshalle (Atrium) der Kirche auf fünf Inschriftentafeln angebracht und konnte also vor dem Betreten des eigentlichen Kirchenraumes gelesen werden. Das zweite Epigramm war im Innenraum der Kirche (Naos) entlang der seitlichen Emporen angebracht.
Der Ausgräber R. Martin Harrison rekonstruierte die Kirche als Kuppelbau und rekonstruierte die Höhe der Kuppel auf über 30 Meter. Ob die Kirche tatsächlich eine Kuppel aufwies, ist bis heute jedoch in der Forschung umstritten. Relevant ist diese Frage vor allem deshalb, weil die Polyeuktoskirche, falls sie eine Kuppel hatte, ein wichtiges Vorbild für die 532 begonnene Hagia Sophia gewesen wäre.

## Geschichte

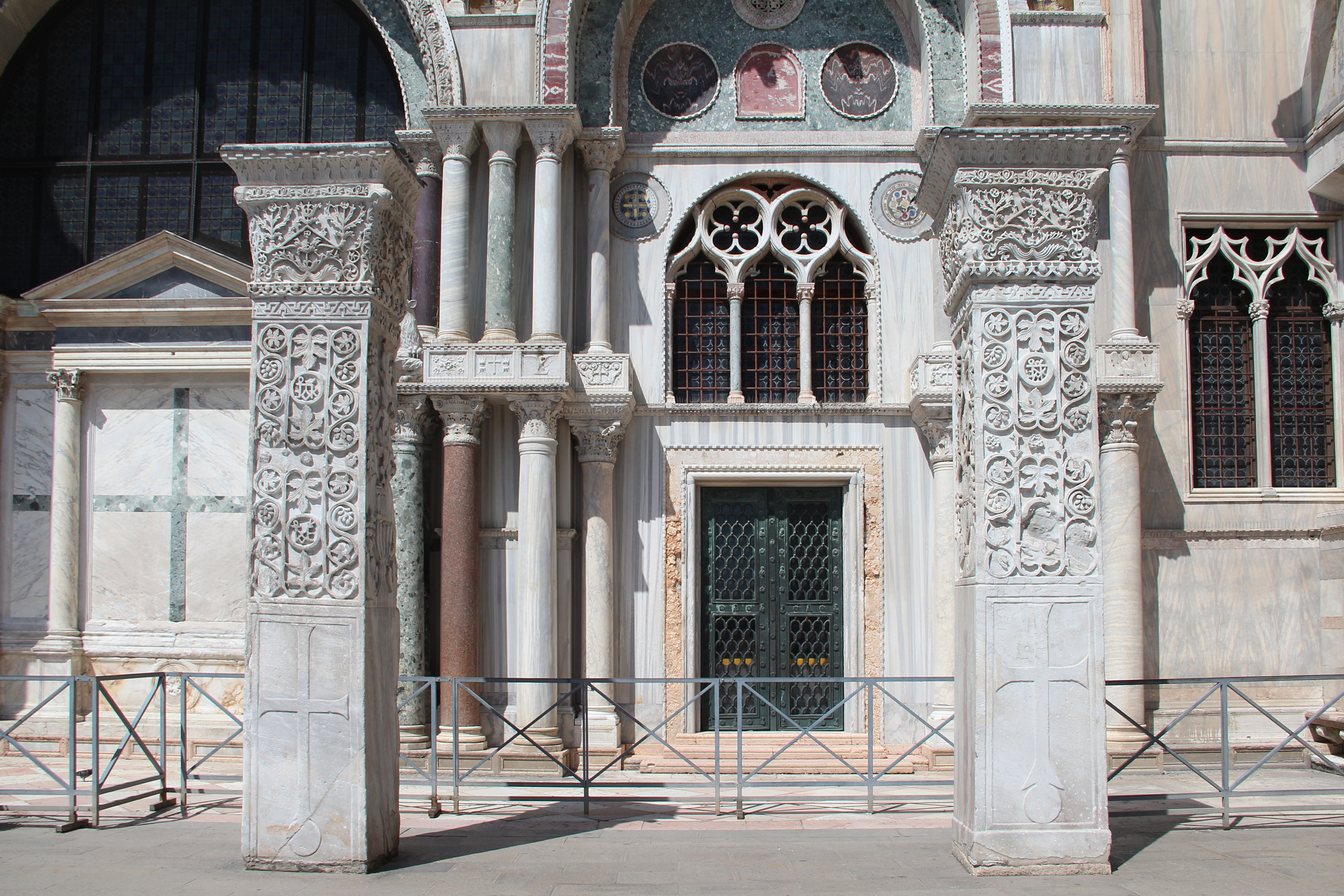
Pfeiler der Polyeuktosbasilika, heute vor dem Südportal des Markusdoms in Venedig

Der genaue Baubeginn ist unklar, die letzten Arbeiten wurden ca. 526 n. Chr. begonnen. Vorbild, das zugleich übertroffen werden sollte, war angeblich der Tempel Salomos, wie er im Alten Testament beschrieben wird. Die Kirche trug das Patrozinium des Märtyrers Polyeuktos, für dessen Kopfreliquie Kaiserin Aelia Eudocia bereits um 425 einen ersten Kirchenbau errichtet hatte.
Im 11. Jahrhundert wurde die Kirche aufgegeben. Ausstattung und Architekturteile wurden als Spolien für andere Bauten verwendet, in Konstantinopel/Istanbul selbst unter anderem im Pantokratorkloster (heute die Zeyrek-Moschee), dem Konstantin-Lips-Kloster (heute die Fenârî-Îsâ-Moschee) und Sankt Andreas in Krisei (heute die Koca-Mustafa-Pascha-Moschee). Nach dem Vierten Kreuzzug 1204 gelangten zahlreiche Bauteile auch in verschiedene Städte des Westens, unter anderem nach Venedig, Mailand, Barcelona und Wien. Zu diesen Spolien gehören auch die Pilastri Acritani („Säulen von Akkon“), die vor dem Markusdom auf dem Markusplatz von Venedig aufgestellt sind.